# マイナビ
株式会社マイナビ（Mynavi Corporation）は、就職・転職・進学情報の提供や人材派遣・人材紹介などを主業務とする日本の大手人材・広告企業である。また、同名のブランドで人材情報サービスのポータルサイトを運営している。
1973年に株式会社毎日コミュニケーションズ（まいにちコミュニケーションズ、Mainichi Communications Inc.）として創業。2011年10月1日より現在の社名となった。

## 概要
元々は毎日新聞社の関連会社として設立され、現在も本社が毎日新聞社と同じパレスサイドビルディングにあるほか、健康保険組合なども共通である。そのため、世間的には毎日新聞社のグループ企業と認識されることが多いが、現在の同社に対する毎日新聞社の持株比率は10%を割っており、資本的なつながりは非常に薄くなっており毎日新聞社側でも「グループ会社」ではなく「友好会社」の扱いとしている。一方で、ライバル企業の朝日新聞社も若干出資している。2015年10月にマイナビ出版へ分社した出版事業においても、毎日新聞に掲載された連載記事や連載小説の書籍化は毎日新聞社自身、2015年4月以降は新設された毎日新聞出版で行っており、マイナビでは行われていなかった。ただし、旧・毎日コミュニケーションズ時代に発売したニンテンドーDS用ソフト『最強の漢字ドリル5万問』では毎日新聞社が出題協力している。
旧・毎日コミュニケーションズ時代は、一般向けの略称として英字略称の「MYCOM」（マイコム）を用いていたほか、提供するサービスの多くに「毎日」を冠していたが、2007年3月にCIを導入しカタカナ表記の「マイコミ」に略称を切り替え、自社が運営するサービスの冠名称も順次「マイコミ」もしくは「マイナビ」に切替を実施していた。現在の社名は、主力サービスである就職情報サイト「マイナビ」を企業名に採用したものであり、社章もマイナビのmとnをかたどったラインで人生の「波」を、波に寄り添うドットでその「転機」を表現したMNマークを採用している。

### ブランド名ポータルサイト
マイナビ（Mynavi）は、株式会社マイナビが運営する人材情報サービスのポータルサイトである。
「マイナビ」のブランド名は、それまで毎日コミュニケーションズが提供してきた様々な人材情報系サイトを統合した新たなサービス・ブランドとして、2007年1月末発表、2007年3月6日付で使用開始された。「マイナビ」という呼称が最初に使われたのは、新卒学生向け就職情報サイト「毎日就職ナビ」（まいにちしゅうしょくナビ）の略称としてである。これが人材情報サービス全体を示す共通ブランドとして昇格し使用された。
2011年10月1日には、活力のあるブランドとして浸透したマイナビ呼称を社名として採用し、毎日コミュニケーションズという企業名を株式会社マイナビに変更した。

#### マイナビ各種ポータルサイト
従来から同社が手がけていた新卒学生向け（マイナビ20○○と西暦がつく）、転職希望者向け、派遣希望者向け、進学希望者向けなどのサービスに加え、2007年秋にアルバイト希望者向けサイトをオープンするなど、総合人材情報サイトとして規模拡大を続けた。2012年に「マイナビ賃貸」「マイナビウエディング」といった人材情報以外の分野のサイトを相次いでオープンさせ、リクナビやSUUMOなどを展開する同業他社有力企業群であるリクルートグループの対抗勢力としての姿勢を強く打ち出している。

## 沿革
- 1973年8月15日 - 株式会社毎日コミュニケーションズ設立。当初は新聞・出版のほか、絵画・美術品の輸入販売を目的として設立。
- 1978年 - 海外留学を目指す大学生の留学手続き代行を携わる「個人留学部門」が発足、日中文化交流の一環で書道訪中団を中国に送り込む。
- 1981年5月 - 就職情報誌『毎日就職ガイド』創刊。
- 1984年1月 - 『週刊将棋』創刊。
- 1993年4月 - 『Mac Fan』創刊。
- 1993年12月 - 『PCfan』創刊。
- 1995年12月 - インターネットでの就職情報提供サービス「Career Space」（のちの「毎日就職ナビ」、現在の「マイナビ」）を開始。
- 1996年7月 - コンピュータゲーム雑誌『The 64DREAM』（2001年に『ニンテンドードリーム』へ誌名変更）創刊。
- 2001年12月10日 - 株式会社MCプレスを設立。
- 2006年10月30日 - 東京地図出版株式会社を子会社化。
- 2008年8月31日 - MCプレスを解散。
- 2009年3月31日 - 日本将棋連盟発行の刊行物を制作・販売すると発表[注釈 2]。
- 2011年10月1日 - 商号を株式会社マイナビに変更[4]。同日、ニュースサイト「マイコミジャーナル」と「COBS ONLINE」を統合しマイナビニュースがオープン（2025年3月現在、サイトは「パソコン」「携帯」「買取」など様々な分野で展開）。
- 2012年2月1日 - 完全子会社の東京地図出版株式会社を吸収合併。
- 2012年10月1日 - 完全子会社の株式会社マイナビエージェントを吸収合併。
- 2014年4月 - 株式会社マイナビ浜松を吸収合併。
- 2014年8月1日 - 株式会社マイナビ静岡を吸収合併。
- 2015年10月1日 - 出版事業を分社化し、株式会社マイナビ出版を設立[5]。
- 2016年2月23日 - 株式会社マイナビコリア（Mynavi KOREA）を設立[6]。
- 2016年6月1日 - ヘルスケア事業および障がい者雇用開発部門を分社化し、株式会社マイナビパートナーズを設立[7]。
- 2016年、日本将棋連盟から第23回大山康晴賞を受賞した。
- 2017年11月1日 - 赤坂BLITZの命名権を取得し、「マイナビBLITZ赤坂」となる[8]。
- 2019年1月 - 冷凍弁当宅配会社Noshに出資、以降計4回出資[9]。
- 2023年11月10日 - SBIホールディングスとの間で資本業務提携を締結[10][11]。

## グループ企業
- 株式会社マイナビ出版 - 2015年10月1日に出版事業部を分社。
- 株式会社マイナビサポート - 発送代行等のアウトソーシング会社。旧毎日ビジネスサポート。
- 株式会社毎日オークション - 美術オークション会社。2001年10月に毎日コミュニケーションズ美術事業部が独立して設立。株式会社マイナビが株主。
- 株式会社毎日学術フォーラム - 各種学会の業務受託会社。2006年11月24日に設立。
- 株式会社マイナビパートナーズ - 2016年6月1日にヘルスケア事業および障がい者雇用開発部門を分社。
- 日本エス・エイチ・エル - イギリスのSHLグループとライセンス契約を結んでいる人材アセスメントサービス会社。2007年5月に株式26.44%の譲渡を受ける。2011年9月末現在、マイナビが筆頭株主（29.01%）となっている。
- Mynavi USA Corporation - アメリカ・ニューヨークの現地法人。2011年10月1日に毎日コミュニケーションズUSAから商号変更。
- 毎日協通（北京）諮詢有限公司 - 中国・北京の現地法人。
- 北京毎日協通人力資源有限公司 - 中国・北京の現地法人。
- 株式会社マイナビコリア（Mynavi KOREA Corporation） - 韓国・ソウルの現地法人。2016年2月26日に韓国貿易協会と業務協約を締結[6][12]。

### 過去のグループ企業
- 株式会社MCプレス - コンビニの有害図書規制対応により分離独立した出版社。2008年8月に解散。
- 東京地図出版株式会社 - 2006年10月に株式譲渡を受け子会社化。2012年2月に吸収合併。
- 株式会社マイナビエージェント - 総合人材派遣業。2011年10月1日に株式会社毎日キャリアバンクから商号変更。2012年10月に吸収合併。
- 株式会社毎日エデュケーション - 毎日コミュニケーションズ海外事業部の留学斡旋事業を事業譲受した会社、マイナビのグループ企業ではない。
- 株式会社マイナビ浜松 - 静岡西部に特化した人材情報会社。2011年12月に設立。2014年4月に吸収合併。
- 株式会社マイナビ静岡 - 静岡に特化した人材情報会社。2003年5月に毎日コミュニケーションズ静岡支社が株式会社MYCOM静岡として独立。2011年10月1日に株式会社マイコミ静岡から商号変更。2014年8月に吸収合併。

## CM・イメージキャラクター
- 石川遼 - 全マイナビブランド共通
- 大塚愛 - マイナビ2010
- flumpool - マイナビ2011
- 有吉弘行 - マイナビ2015、2016
- 内村光良 - マイナビ2017
- 黒島結菜 - マイナビ2018
- スガシカオ - マイナビ転職
- 前田敦子 - マイナビ転職（2013年イメージキャラクター）
- 石原さとみ - マイナビ転職・イメージキャラクター（2015年 - ）[13]
- 有村架純、山﨑賢人 - マイナビバイト
- 波瑠 - マイナビ看護師
- 飯豊まりえ - 初代マイナビウエディングガール
- 金城茉奈 - 2代目マイナビウエディングガール
- 新田真剣佑 - マイナビウエディングキャラクター
- 吉川愛 - 3代目マイナビウエディングガール
- AKB48（谷口めぐ、福岡聖菜、小栗有以、樋渡結依、久保怜音） - マイナビ賃貸
- 吉沢亮 - マイナビバイト
- 稲垣啓太 - マイナビバイト
- 小峠英二（バイきんぐ） - マイナビバイト
- 仲野太賀、山本舞香、岡部大（ハナコ） - マイナビ転職[14]
- 風間俊介 - マイナビAGENT
- 木戸大聖、中島セナ - 創業50周年イメージキャラクター[15]
- 安藤サクラ - マイナビスカウティング（2024年1月 - ）[16]
- 池松壮亮、一ノ瀬ワタル - マイナビ転職（2024年1月 - ）[17]
- 木村拓哉 - マイナビ転職（2025年1月 - ）[18]

## マイナビが関係する文化スポーツ行事・団体・番組
- 将棋の棋戦
  - レディースオープントーナメント
  - マイナビ女子オープン
- 男子プロゴルフツアー
  - マイナビABCチャンピオンシップゴルフトーナメント
- 日本女子プロゴルフ
  - 吉本ひかる - 所属選手
- プロ野球
  - 横浜DeNAベイスターズ - 2008年のみユニフォームスポンサー。
  - 東京ヤクルトスワローズ - 2014年現在トップスポンサー。本拠地の明治神宮野球場にも広告を掲出。
    - 2015年のセントラル・リーグクライマックスシリーズ（ヤクルトが同年のリーグを制覇したので「2015 マイナビセントラルリーグクライマックスシリーズ ファイナルステージ」として協賛）
    - 2018年のセントラル・リーグクライマックスシリーズ （ヤクルトがレギュラーシーズンを2位で終えたため、「2018マイナビ クライマックスシリーズ セ ファーストステージ」として協賛）

  - マイナビオールスターゲーム - 2017年からの冠スポンサー。
- プロボクシング
  - 村田諒太 - トランクススポンサー
- プロビーチバレーボール
  - 坂口佳穂・鈴木悠佳子 - 所属選手
  - ジャパンビーチバレーボールツアー - 2016年より開始。当初は東京大会を「マイナビシリーズ」として協賛していたが、2019年より2023年まで「マイナビジャパンビーチバレーボールツアー」としてツアー全体を協賛。2024年以降は一部地方大会を冠協賛。
- プロサッカー
  - ロアッソ熊本 - 2017年より2019年までユニフォーム背中上部に広告を掲載。
  - ベガルタ仙台 - 2021年よりユニフォームズボン前部に広告を掲載。
- 女子サッカー
  - マイナビ仙台レディース - 「ベガルタ仙台レディース」として発足したが2017年度より4年間、パートナー契約により「マイナビベガルタ仙台レディース」の名称となる。2021年よりチームを完全に買収し現在の名称で運営する[19]。
  - マイナビTHFA東北女子サッカーリーグ - 2023年度より協賛。
- プロバスケットボール
  - 千葉ジェッツふなばし - 2016-17シーズンよりオフィシャルパートナー。
  - マイナビ Be a booster! B.LEAGUEウィークリーハイライト - BS11にて放送されるB.LEAGUE情報番組。
- 陸上競技
  - 福岡国際マラソン選手権大会 - 2012年より大会が終了する2021年まで特別協賛。
- 自転車競技
  - マイナビ ツール・ド・九州 - 2023年より開始。
- スケートボード
  - マイナビ日本スケートボード選手権大会
- 東京ガールズコレクション - 2017年よりタイトルパートナーを務める。
- 未確認フェスティバル - 2019年度のメインサポーターに就任し、「マイナビ未確認フェスティバル2019」として開催。
- 愛しの仕事さま。 - マイナビ一社提供の学生向け就職活動情報番組

## 不祥事
2021年12月6日、マイナビ新卒紹介事務局から受信したというメールのタイトルが「＜第１＞大東亜以下⑨」だったと、就活中とみられる複数のツイッターユーザーが拡散した。
「＜第１＞大東亜以下⑨」というタイトルの意味は判然としないが、私立大学群の「大東亜帝国」（大東文化大学、東海大学、亜細亜大学、帝京大学、国士舘大学）を指すものと受け止める声が広がる。
また、⑨については「バカ」という意味を持つ一部の人々にしか分からないネットスラングとして受けとる声もあがっていて、
「学歴フィルターが存在しているのでは」と問題になった。
2023年6月6日、主催する大学生向けの就職活動に関するオンラインセミナーにて社員が学生を装って質問する「サクラ」行為をしていたことを明らかにした。リクルートホールディングスにて同様の行為をしていた問題が発覚したことを受け社内調査を実施したところ発覚した。
2024年5月29日、週刊文春が同日配信したウェブ記事において「いなば食品内の転職希望者に対する社長側のパワハラによる引き止め行為に際して、マイナビ側から転職希望者の情報を得たという内容の社内メールが送信された」と報じられた。マイナビ側では当初からいなば食品側への情報提供を否定していたものの、記事閲覧者らによって「マイナビ側が情報漏洩した」とのデマがX（旧：Twitter）上で拡散する事態となった為、2024年6月3日マイナビ公式サイト上で上記デマを否定の上でいなば食品側に事実確認中である旨の声明を発出した（当声明を受けていなば食品は同日中に自社側の事実誤認を認め、マイナビ側に謝罪を表明した）。